# ミラン・メリンド
ミラン・メリンド（Milan Melindo、1988年2月29日 - ）は、フィリピンのプロボクサー。カガヤン・デ・オロ出身。元IBF世界ライトフライ級王者。

## 来歴
2005年9月17日、マンダウエでデビュー戦を行い、4回判定勝ちを収めた。
2007年10月6日、WBO世界ミニマム級10位のヌアパヤック・サックリリーンとWBOアジア太平洋ミニマム級王座決定戦を行い、4回2分58秒TKO勝ちを収め王座獲得に成功した。
2007年12月2日、ジャック・アミサと対戦し、12回3-0（118-109、2者が117-110）の判定勝ちを収めWBOアジア太平洋王座の初防衛に成功した。
2008年7月26日、セブ市にあるセブ・コロシアムでカルロス・メロとWBAインターコンチネンタルライトフライ級王座決定戦を行い、12回3-0（2者が117-111、116-112）の判定勝ちを収め王座獲得に成功した。
2008年10月30日、ジュマ・フンデイと対戦し、3回1分20秒TKO勝ちを収めWBOアジア太平洋王座の2度目の防衛に成功した。
2009年3月14日、ウォーターフロント・セブシティ・ホテル&カジノで元IBF世界ミニマム級王者ムハンマド・ラクマンと対戦し、3-0の判定勝ちを収めた。
2009年10月3日、WBO世界ミニマム級6位のホセ・グアダルーペ・マルティネスと対戦し、10回3-0（2者が97-93、96-94）の判定勝ちを収めた。
2010年1月14日、アンソニー・ビヤレアルとWBCインターコンチネンタルフライ級ユース王座決定戦を行い、初回にダウンを奪うと、最後までペースを失わず3-0の判定勝ちで王座獲得に成功した。
2010年4月23日、ドバイのザ・ロッジ内チ・ガーデンでコムリット・3Kバッテリーと対戦し、4回TKO勝ちを収めWBCインターコンチネンタル王座の初防衛に成功した。
2010年11月27日、元IBF世界ライトフライ級王者カルロス・タマラと対戦し、10回3-0（2者が98-92、97-93）の判定勝ちを収めた。
2011年9月10日、ウォーターフロント・セブシティ・ホテル&カジノでフランシスコ・ロサスとWBOインターコンチネンタルフライ級王座決定戦を行い、ロサスの10回終了時棄権により王座獲得に成功した。
2012年1月28日、ウォーターフロント・セブシティ・ホテル&カジノでフアン・エスクエルと対戦し、7回2分16秒TKO勝ちを収めWBOインターコンチネンタル王座の初防衛に成功した。
2012年6月2日、パサイのリゾーツ・ワールド・ホテルで元WBO世界ライトフライ級王者ヘスス・ゲレスとWBOインターナショナルフライ級王座決定戦を行った。前日計量でゲレスが規定体重に落とせず失格になったためゲレスが勝てば空位、メリンドが勝てば王座獲得の変則ルールで試合は通常通り行われ、初回に3度ダウンを奪い、初回2分21秒TKO勝ちを収め王座獲得に成功した。
2012年9月22日、ウォーターフロント・セブシティ・ホテル&カジノで元WBA世界フライ級暫定王者ジャン・ピエロ・ペレスと対戦し、12回2-0（115-113、114-114、116-112）の判定勝ちを収め初防衛に成功した。
2013年4月6日、マカオにあるザ・ベネチアン・マカオ内コタイ・アリーナで鄒市明の前座でWBO世界ライトフライ級2位でWBOアジア太平洋ライトフライ級王者のトミー・セランとフライ級契約で対戦。初回にダウンを奪ってメリンドが先手を打つと、2回にダウンを追加、4回に右フックで痛烈なダウンを奪うとそのまま主審が試合終了を宣告した為、4回2分38秒TKO勝ちを収めメリンドはWBO世界フライ級1位の座を死守し指名挑戦権を獲得した。
2013年7月27日、ザ・ベネチアン・マカオ内コタイ・アリーナでWBA・WBO世界フライ級スーパー王者ファン・フランシスコ・エストラーダと対戦し、プロ初黒星となる12回0-3（109-117、2者が109-118）の判定負けを喫し王座獲得に失敗した。
2013年11月30日、ケソンのアラネタ・コロシアムで元WBA世界ライトフライ級暫定王者ホセ・アルフレド・ロドリゲスとWBOインターナショナルフライ級王座決定戦を行い、12回3-0（118-110、119-109、118-109）の判定勝ちを収め王座を獲得した。
2014年11月15日、IBF世界ライトフライ級6位のサウル・フアレスとIBF世界ライトフライ級挑戦者決定戦を行い、12回3-0（115-113、116-112、118-110）の判定勝ちを収めハビエル・メンドーサへの挑戦権を獲得した。
2015年5月30日、バハ・カリフォルニア州エンセナーダのカンポ・ヌエバ・エンセナーダでIBF世界ライトフライ級王者ハビエル・メンドーサと対戦し、6回2分39秒、0-3（53-59、2者が52-60）の負傷判定負けを喫し王座獲得に失敗した。
2016年11月26日、セブ市のセブ・コロシアムで八重樫東の負傷離脱に伴いIBF世界ライトフライ級3位のファーラン・サックリン・ジュニアとIBF世界ライトフライ級暫定王座決定戦を行い、12回3-0（115-113×2、117-111）の判定勝ちを収め王座獲得に成功した。
2016年12月2日、同月30日に正規王者の八重樫東と王座統一戦を行う予定だったが、メリンドが鼻を負傷し試合出場を辞退した。
2017年5月21日、正規王者の八重樫東と王座統一戦を行い、初回2分45秒TKO勝ちを収め正規王座獲得に成功した。
2017年9月16日、ウォーターフロント・セブシティ・ホテル&カジノで元WBA世界ミニマム級スーパー王者でIBF世界ライトフライ級6位でIBO世界ライトフライ級王者のヘッキー・ブドラーと対戦し、12回2-1（117-110、115-112、113-115）の判定勝ちを収め2度目の防衛に成功した。
2017年10月19日、IBFがメリンドとブドラーに再戦を指令した。ブドラー陣営は、12ラウンドのブドラーのノックダウン裁定は間違い、12ラウンド開始直後のドクターチェック中にセコンドがメリンドの傷口にアドレナリンを塗って止血処置をしたのはルール違反、117-110でメリンドの勝ちと採点したジャッジは極端すぎると、IBFに抗議していた。
2017年12月31日、大田区総合体育館でWBA世界ライトフライ級王者の田口良一と王座統一戦を行い、12回0-3（111-117×2、112-116）の判定負けを喫し王座統一に失敗、IBF王座の3度目の防衛に失敗し王座を田口に明け渡すと共にWBA王座の獲得に失敗した。
2018年10月7日、横浜アリーナでWBC世界ライトフライ級王者拳四朗と対戦し、IBFに続く王座戴冠を目指したが、7回TKO負けを喫した。
2019年10月5日、後楽園ホールで元日本フライ級王者の中谷潤人と対戦し、6回2分2秒TKO負けを喫した。
2020年8月18日、所属するフィリピンの名門ボクシングプロモーション「ALAジム」が、35年間続いていたプロモーションの閉鎖を決め、所属選手を全て契約解除とすることを発表、閉鎖の理由としてコロナ禍であることに加え、テレビ契約を交わしていたテレビ局のABS-CBNが放送停止に追い込まれたためとしている。

## 獲得タイトル
- WBOアジア太平洋ミニマム級王座
- WBAインターコンチネンタルライトフライ級王座
- WBCインターコンチネンタルフライ級ユース王座
- WBOインターコンチネンタルフライ級王座
- WBOインターナショナルフライ級王座
- IBF世界ライトフライ級暫定王座（防衛1=正規王座に認定）
- IBF世界ライトフライ級王座（防衛1）